# Phorbia subsymmetrica
Phorbia subsymmetrica este o specie de muște din genul Phorbia, familia Anthomyiidae, descrisă de Fan în anul 1982. Conform Catalogue of Life specia Phorbia subsymmetrica nu are subspecii cunoscute.